# Pseudohalid
Pseudohalidi su poliatomski analozi halogena, čija hemija, koja liči na onu pravih halogena, omogućava im da zamene halogene u nekoliko klasa hemijskih jedinjenja. Pseudohalogeni se javljaju u pseudohalogenim molekulima, neorganskim molekulima opštih oblika Ps–Ps ili Ps–X  (gde je Ps pseudohalogena grupa), kao što je cijanogen; pseudohalidni anjoni, kao što je jon cijanida; neorganske kiseline, kao što je cijanid vodonik; kao ligandi u koordinacionim kompleksima, kao što je fericijanid; i kao funkcionalne grupe u organskim molekulima, kao što je nitrilna grupa. Dobro poznate pseudohalogene funkcionalne grupe uključuju cijanid, cijanat, tiocijanat i azid.